# لبان (نبات)
اللبان  أو البخُّوريَّة أو البوسويلية (الاسم العلمي:Boswellia) هو جنس من النباتات يتبع الفصيلة البخورية من رتبة الصابونيات.

## أنواع نبات اللبان
- لبان مقدس
- لبان سقطري
- لبان عطري
- لبان أنيق
- لبان بيضوي الأوراق
- لبان حبشي
- لبان ديوسقوريدي
- لبان روسبولي
- لبان ريفاي
- لبان صغير
- لبان صغير الأوراق
- لبان كروي
- لبان متطاول
- لبان منتفخ
- لبان منشاري
- لبان مهمل
- لبان هلدبرندي
- لبان هولستي